# Palazzo Mormorai
Palazzo Mormorai è un edificio di Firenze, situato tra Borgo Pinti 20 e via di Mezzo 46.

## Storia e descrizione

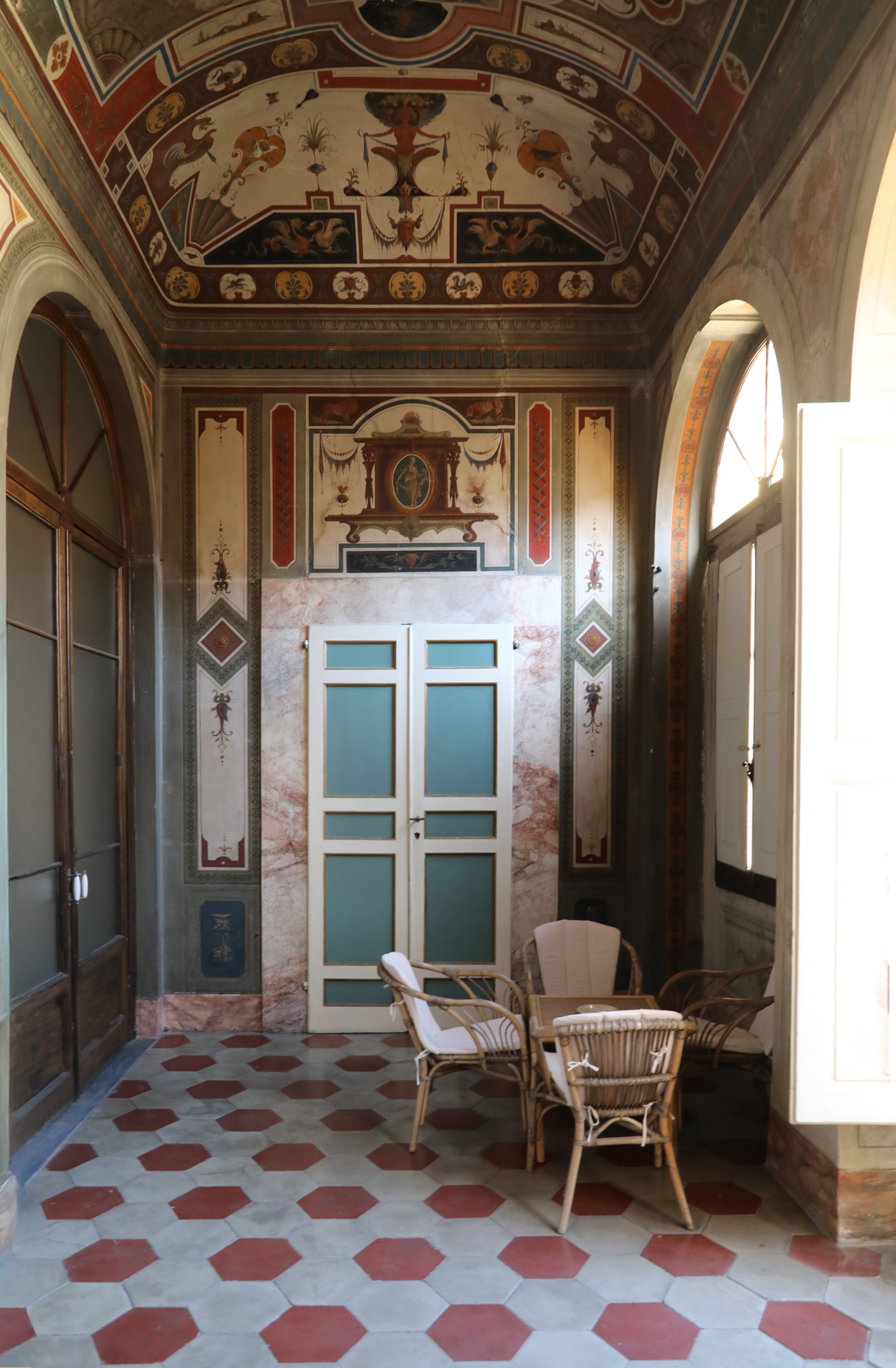
Interno

Si tratta di un grande casamento di carattere cinque seicentesco (ma si vedano le risultanze delle ricerche di Emanuela Ferretti che portano a una datazione settecentesca), a tre piani più un mezzanino, con un fronte su borgo Pinti organizzato su nove assi che, dopo aver segnato la cantonata con via di Mezzo, prosegue su questa strada per altri cinque assi fino a un grande portone monumentale segnato da un'arme d'azzurro al toro furioso. 
Pur nella sua estrema semplicità (ampie superfici intonacate su cui si dispongono finestre rettangolari profilate da listre di pietra) denota grande dignità, sia per la sua mole, sia per i criteri che hanno guidato l'ultimo intervento di restauro. Secondo Emanuela Ferretti "venne probabilmente edificato dalla famiglia Paoli poco dopo il 1729", anno nel quale questa avrebbe acquistato una porzione del laboratorio già del Giambologna. Sempre sulla base delle ricerche della studiosa nel 1761 la proprietà sarebbe passata ai Mormorai. Le indicazioni, peraltro, trovano parziale conferma nelle note di Gaetano Cambiagi che, nel seconda edizione dell'Antiquario fiorentino del 1771, parlando dell'antistante dimora dei Roffia, precisa come "rimpetto è l'abitazione de' Paoli, ora de' Mormorai fatta col disegno del Sadler". Successivamente il palazzo pervenne alla famiglia Carobbi, ai quali si deve l'ingresso monumentale su via di Mezzo, realizzato nella seconda metà dell'Ottocento come peraltro documenta la presenza dello stemma. «La struttura dell'edificio sembrerebbe rifarsi a esempi plurifamiliari di natura intensiva che si vanno diffondendo dalla metà del '700: in questo caso la traduzione di un discreto 'decoro' è affidata alla semplicità delle cornici delle aperture in pietra bigia che interrompono vaste superfici intonacate e al lineare portone centinato inserito in una cornice trabeata che si apre su borgo Pinti. I due fronti presentano all'estremità due paraste che da un alto basamento giungono fino all'imposta della copertura, sostenendo una semplificata trabeazione».